# Théophile Suijkerbuijk
Théophile Suijkerbuijk (Roosendaal, 12 juni 1925 - Breda, 31 januari 2023) was een Nederlands beeldend kunstenaar, actief als illustrator, schilder, tekenaar, aquarellist, textielkunstenaar, wandschilder, vervaardiger van mozaïek, beeldhouwer en ceramist.

## Levensloop
Suijkerbuijk kreeg zijn opleiding door uitgebreide zelfstudie. Hij was een leerling van Frans Verhaak (beeldhouwer) en Jacques van Wezel (schilder, tekenaar) Een belangrijke leerschool en inspiratie was zijn samenwerking met kunstenaars als Arie Smit, Henk de Vos en Charles Destrée. Hij schilderde en tekende veel figuratief werk, waaronder stads- en havengezichten en landschappen, en ook stillevens en portretten.
Na de Tweede Wereldoorlog ging Suijkerbuijk als dienstplichtig sergeant naar Ned. Indië. Drie jaar later kwam hij terug naar Nederland met een vracht aan inspiratie en ervaring. Op Java heeft hij voor de dienst legercontacten meegewerkt aan het tijdschrift Oriëntatie, waarin veel van zijn pentekeningen te vinden zijn.
In 1949 vestigde Suijkerbuijk zich in Roosendaal, waar hij een paar jaar woonde en werkte. Na enige tijd vertrok hij naar Breda, waar hij zich vestigde als zelfstandig zeefdrukker. Op dat moment een nieuw vak waarin hij op ontwerpgebied zijn creativiteit kwijt kon én de kost kon verdienen voor zijn gezin.
In 2023 overleed hij in Breda.

## Publicaties
Suijkerbuijk wordt vermeld in de Lexicon 1750-1950 Nederlandse Beeldende kunstenaars van Pieter A. Scheen onder de naam Théophile en Suijkerbuijk Théophile.
Suijkerbuijk is ook te vinden in de "Lexicon of Foreign Artists who visualised Indonesia" (1600-1950).
Archipelago Press 1995 ISBN 981-3018-07-0 Leo Haks and sons Maris 1995 antice print of Editions Millet, 26 Buket Pasok Road, Singapore 0208.
- RKD-Nederlands Instituut voor Kunstgeschiedenis: 109421